# Остин (тауншип, Миннесота)
Остин (англ. Austin) — тауншип в округе Моуэр, Миннесота, США. На 2000 год его население составило 1396 человек.

## География
По данным Бюро переписи населения США площадь тауншипа составляет 75,7 км², из которых 75,7 км² занимает суша, водоёмов нет.

## Демография
По данным переписи населения 2000 года здесь находились 1396 человек, 507 домохозяйств и 396 семей.  Плотность населения —  18,4 чел./км².  На территории тауншипа расположено 527 построек со средней плотностью 7,0 построек на один квадратный километр. Расовый состав населения: 95,63 % белых, 0,14 % афроамериканцев, 0,21 % коренных американцев, 1,29 % азиатов, 2,01 % — других рас США и 0,72 % приходится на две или более других рас. Испанцы или латиноамериканцы любой расы составляли 3,72 % от популяции тауншипа.
Из 507 домохозяйств в 34,7 % воспитывались дети до 18 лет, в 67,3 % проживали супружеские пары, в 4,9 % проживали незамужние женщины и в 21,7 % домохозяйств проживали несемейные люди. 17,2 % домохозяйств состояли из одного человека, при том 7,9 % из — одиноких пожилых людей старше 65 лет. Средний размер домохозяйства — 2,68, а семьи — 2,96 человека.
28,2 % населения — младше 18 лет, 8,4 % — в возрасте от 18 до 24 лет, 25,1 % — от 25 до 44, 24,9 % — от 45 до 64, и 13,4 % — старше 65 лет. Средний возраст — 38 лет. На каждые 100 женщин приходилось 111,2 мужчин.  На каждые 100 женщин старше 18 приходилось 104,9 мужчин.
Средний годовой доход домохозяйства составлял 48 958 долларов, а средний годовой доход семьи —  54 167 долларов. Средний доход мужчин — 35 250  долларов, в то время как у женщин — 19 779. Доход на душу населения составил 19 999 долларов. За чертой бедности находились 2,7 % семей и 4,9 % всего населения тауншипа, из которых 6,5 % младше 18 лет.